# Anolis casildae
Anolis casildae är en ödleart som beskrevs av  Fernando A. Arosemena IBANEZ och DE-SOUSA 1991. Anolis casildae ingår i släktet anolisar, och familjen Polychrotidae. Inga underarter finns listade i Catalogue of Life.